# Duvall Hecht
Pour les articles homonymes, voir Hecht.
Duvall Hecht, né le 23 avril 1930 à Los Angeles et mort le 10 février 2022 à Costa Mesa, est un rameur d'aviron américain. 

## Carrière
Duvall Hecht participe aux Jeux olympiques de 1956 à Melbourne et remporte la médaille d'or en deux sans barreur avec James Fifer.